# ソドミー法
ソドミー法（ソドミーほう、英語: Sodomy Law、発音: [ˈsɒdəmi lɔ'ː]）は、特定の性行為を性犯罪とする法律である。ソドミーの言葉が明確にどの性行動を示すかは、ほとんど法のなかで詳細に説明されないが、裁判などでは主として「自然に反する」と見なされる性行動を指すとされる。「自然に反する性行動」は婉曲的な表現であり、ここでの性行動は一般的に口内性交や肛門性交、獣姦が含まれる。
ソドミー法やこれに類する法律は古代にその起源を持ち、特定の性行動に対する宗教的な規制と関連している。現代においては宗教的な規制以外の理由でソドミー法が支持されることもある。

## 歴史
中アッシリアの法典（紀元前1075年）では、「男性が戦友と性交渉を持った場合は宦官に処す」と記している。これは軍隊内での男性間の性交渉を有罪とする法律において、現在記録の残っているなかで最も古いものある。『Lex Scantinia』は古代ローマで用いられた法律である。同性間の性行為を規制する内容が含まれているが、行動を禁止するものではなかった。男性奴隷が解放されるまでの間は、彼らを同性愛の対象として使うことが違法とされていなかった。
西洋社会においてソドミー法の規制が最も大きかったのは、聖書が成立してキリスト教の世界観が生まれてからのことになる。新約聖書ではソドミーを批難する記述がある。イングランドではヘンリー8世が "buggery" (男女を問わず、肛門性交全般および獣姦)を犯罪化する最初の犯罪法『Buggery Act 1533』（en）を制定し、違反者の刑罰に絞首刑を規定したが、実際には1861年までは刑罰は実行されなかった。
ウィリアム・ブラックストンの『イギリス法釈義』（en）によると、ソドミーの犯罪は「自然に逆らう不快で忌まわしい罪」もしくはそれに類する表現でしばしば定義され、 何が具体的な行為であるかという点を広く解釈させる結果になったと述べている。
イギリスの大学副総長 ジョン・フレドリック・ウォルフェンデン（en）らによって「成人同士の合意による同性間性行為を犯罪から除外するべき」とするレポート 『ウォルフェンデン委員会のレポート』（en）が1957年に出された後、アメリカ合衆国を含む多くの西側諸国で同性愛行為に限定して禁じる法律の撤廃に動き始めた。2003年6月に、アメリカ合衆国最高裁判所はローレンス対テキサス州裁判にて、自宅内における成人間の合意による私的で非商業的な性行為を倫理に基づき州法が犯罪とすることは、人々の自由とプライバシーに立ち入る正当な理由に足らないとして違憲である判断を下した。
ヨーロッパ、北米、中米、南米の国々ではソドミー法が多くの国で撤廃されたが、ベリーズ、ギアナおよびカリブ諸島（アンギラ、アンティグア・バーブーダ、バルバドス、ドミニカ国、グレナダ、ジャマイカ、セントクリストファー・ネイビス、セントルシア、セントビンセントおよびグレナディーン諸島、トリニダード・トバゴ共和国）には現在でも存在している。
アジアにおいては欧米を起源としたソドミー法は、中華人民共和国、台湾、北朝鮮、韓国、ベトナムでは施行されたことがない。日本、カザフスタン、フィリピン、タイ、インドでは撤廃されている。その他の国では同性間に限定した何らかの規制が存在している。
イスラム教国ではイスラム法の規定によるソドミー罪があり、アラビア語ではلوطي（リワート）と表記されている。イスラム教国では刑罰が過酷でイラン、サウジアラビア、アフガニスタンなど現在でも死刑が科される国がある。

## 国別のソドミー法

### オーストラリア
オーストラリアは植民地時代の1788年にイギリスのソドミー法に準じていた。19世紀の間は植民地議会よって多くの刑法が成立し、連邦成立後は連邦議会によって行われた 。
『ウォルフェンデン委員会のレポート』によると、南オーストラリア州のドン・ダンスタンオーストラリア労働党下の州政府は1972年に「成人間の私的な合意」に類似するものに法的擁護を同州内に取り入れた。この擁護は Murray Hill（元国防大臣 Robert Hill の父）によって法案提起され、1975年に州のソドミー法は撤廃された。
1970年代には 『Campaign Against Moral Persecution』（道徳的批難に反対するキャンペーン）が注目を集め、  オーストラリアのゲイ・レズビアンコミュニティの受け入れに寄与した。南オーストラリア州以外でのソドミー関連法の撤廃は1976年から1990年にかけて段階的に行われた。この流れの例外にタスマニア州があり、オーストラリア連邦政府（en）と国連の自由権規約人権委員会の指導によって1997年に撤廃となるまでソドミー法が存在した。男性同性愛の非犯罪化は、オーストラリア首都特別地域は1976年、ノーフォーク島は1993年、前述の南オーストラリア州は1975年、ビクトリア州は1981年にそれぞれ実施された。上記の合法化に際して、性的同意年齢をはじめとした性的指向による格差は統一化された。西オーストラリア州は1989年に男性同性愛の非犯罪化を法修正にて実施、ニューサウスウェールズ州とノーザンテリトリーは1984年に非犯罪化を実施したが、ニューサウスウェールズ州とノーザンテリトリーは性的同意年齢を18歳に、西オーストラリア州は21歳とした。1997年より各州および地域はソドミー法の性的同意年齢の年齢格差の解消に動きだし、2002年に西オーストラリア州が、2003年にニューサウスウェールズ州とノーザンテリトリーがそれぞれ行った。トーネン対オーストラリア政府裁判(en)およびクルーム対タスマニア州裁判後の1997年にタスマニア州はソドミー法を撤廃し、オーストラリアの州法にソドミー法は存在しなくなった。その後タスマニア州は『Relationships Act 2003』を以て2004年に同性カップルの権利をオーストラリアで最初に認めた州になる。 現在、クイーンズランド州では、クイーンズランド州刑法208条により、肛門性交の性的同意年齢が最も高い18歳に定められ、口内性交および性交が16歳まで禁止されている 。この年齢規制はカナダと同様である。

### ブラジル
ブラジルの刑法は成人間の合意による性交渉に制限を設けていないが、強姦の禁止法と子供の保護に関する法律を定めていて、成人と14歳以下の行為については起訴対象としている。ブラジル軍刑法 – DL 1.001/69- には、みだらな行為とみなされる接触行為を犯罪とする235条が存在し、これは同性間に限らず軍管理下の全域に適用されている。同法には「少年愛やその他のみだらな行為について」という主旨の題名が付けられている。同国の同性愛権利活動家達はブラジル国軍は殆どが男性に限られている現状では軍内部の同性愛者の魔女狩り行為に軍刑法が加担していると主張している。

### カナダ
1859年以前のカナダでは、ソドミーを取り締まる根拠を英国法に依っていた。1859年にカナダ法規による buggery law は強化されて、罰則に死罪を設けた。この罰則は1869年まで適用された。1892年に行われた刑法の大幅改定の一環として、同性愛男性の全ての性行動（"gross indecency" =品位にかける淫らな行為）を対象としたより広範囲の規制法案が通過した。刑法の変更は1948年と1961年に行われ、ここでは男性同性愛者を「犯罪的性的精神病質者」「危険な性的違反者」とみなした。
当時の法においてこれらは無期限の実刑判決が科された。判決を下されたなかで最も知られた例の一つはGeorge Klippertで、1969年にカナダ最高裁判所は彼を危険な性的違反者として終身刑の判決を下した。その後、彼は1971年に出所している。
カナダの現行法では、18歳以上の合意に基づく肛門性交を認めているが、行為者2人以外に人が居ないことが条件となっている。カナダで施行されたソドミー法は『Criminal Law Amendment Act, 1968-69』(Bill C-150)で、1969年6月27日にカナダ国王の裁可を受けている。法案は「政府は国民の寝室には立ち入らない」 という発言で有名なピエール・トルドーによって下院に提起された。
1995年に、オンタリオ連邦控訴裁判所（en）は R. v. M. (C.) の裁判で、2人のいずれかもしくは両方が16-18歳である場合の
カナダ刑法（en）の第159条は、カナダ人権と自由の憲章（en）の第15条（en）が定める権利の平等に違反しているという判断を下した。この件については再び裁判に掛けられたことがない。似たケースの判決は1998年にケベック連邦控訴裁判所（en）での R. v. Roy裁判がある。刑法の例外として、結婚した異性夫婦間においては適法とする第159(2)(a)条の項目がある。

### 中華人民共和国
清朝の1647年に成立した「清律」には、ソドミーの中で㚻姦（又は鶏姦、肛門性交）を禁ずる「鶏姦罪条」（中: 㚻姦罪條）が設けられた。明代末期の社会の混乱に対応させたもので、㚻姦條では違反した者に1ヶ月の懲役と100回の重い打撃刑が科せられた。
最高人民法院は1957年に自発的行為に基づくソドミーは犯罪行為ではないとする判断を下しているが、文革後の1979年の刑法では、成人男性間の私的で非商業的な合意に基づく性行為も「流氓罪」として、拘留や労働教育刑、罰金の対象になった。
それでも1997年の刑法改定で流氓罪は取り消され、同性愛行為は非犯罪化された 。そして2001年には中華人民共和国衛生部の精神疾患リストから除外された。

#### 香港
同性間の肛門性交については、香港刑事犯罪条例（Hong Kong Crimes Ordinance）の第118C条にて、両人とも21歳以上でない場合は禁止されており、違反者両方に終身刑を科す規定がある。第118F条では、私的でない同性間の肛門性交を法律で禁止しており、5年間の収監を罰則にしている。異性間の肛門性交については、第118D条にて21歳未満の女性に対して行為を行った男性は終身刑を科す規定がある。私的な範囲の行為か否かという区別はない。
2005年に香港市民の申し立てによる司法審査を受けたHartmann 判事は、これら4条例（第118C条、第118F条、第118H条、第118J条）が
男性同性愛者に対して差別的なものであり、香港特別行政区基本法と民権条令に違反しているとの見解を下した。これにより同性間の性行動の種類に関わらず、同意年齢が21歳から16歳に引き下げられたとみなされている。 しかしながらこの判断後の裁判において、同罪について有罪・無罪の両方の判決が出ており、また違憲とされた4条例の改訂の動きはまだない。

#### マカオ
マカオ特別行政区は、マカオ刑法（pt:Código Penal de Macau）の第166条および168条にて性別に関わらず17歳以下の肛門性交を禁じており、違反者には最長10年（相手が14歳未満の場合）または4年（相手が14-16歳の場合）の収監を罰則にしている。

### 台湾
台湾では、中華民国刑法（中華民國刑法）の第10条で肛門性交を女性器の性交や口内性交と並ぶ性行為の一種として定義している。性的同意年齢は18歳と定め、第277条や子供や若者の性的商売を禁止する条例 を規定して、未成年者の性的接触を防止している。これらには性別による区別がなく、同性愛も他の指向と同様に扱われる。

### デンマーク
1933年、デンマークはヨーロッパで3か国目に同性愛が完全に合法となった。性的同意年齢は1977年に15歳と規定されている。

### フランス
フランス革命下で「1791年の刑事法典」（fr）の成立により、成年同性間の合意における私的な性行為を罰する法律は存在しなくなった。しかしながら「社会的良識に対する罪」といった他の法律による制限が19世紀まで行われていた。（ジャン＝ジャック・レジ・ド・カンバセレスの項目を参照）
1960年に、ポール・ミルギュ（fr）が « fléaux sociaux »（社会悪）のリストにアルコール依存や売春と並べて同性愛を追加するミルギュ修正条項(fr)を議会に提出した。これによって同性愛者が公衆で性行動を行った場合の罰則が拡大し、異性装やクルージング（en）で捕まった同性愛者は警察による弾圧の対象となった。1960年の法律は1981年に撤回された。
1982年に、フランソワ・ミッテラン大統領下でヴィシー政権が1942年に制定した性的同意年齢の格差（同性間=18歳、異性間=15歳）を解消した。仏国民議会で Jean Foyer 議員がこの法改正に対する反対声明を述べた。

### ドイツ
「男性間の姦淫」を有罪と規定する刑法175条が1871年から1994年まで存在していた。東ドイツの性的同意年齢は1957年に21歳と規定され、西ドイツも同様に1969年に規定した。その後東ドイツでは1968年、西ドイツでは1973年に18歳へと引き下げられ、東ドイツでは1988年に同性間と異性間双方の性行動に関する格差を解消した。この決定はその後1994年のドイツ再統一に際して継承され、ドイツ全土に適用された。
現代のドイツ語における「ソドミー」の語は英語と意味が異なり、肛門性交ではなく獣姦を指す。

### ジブラルタル
刑法115条で「他人または動物との肛門性交」を禁じており、第116条で「他の男性との淫らな行い」を禁じている。第115条および116条の違法行為は、男性2人が私的な合意に基づくもので、かつ18歳以上でなかった場合に限り有罪との条件がある。
前述の法では男性への肛門性交を異常行為としているが、女性には適用されていない。さらに「私的」の範囲を2人に限定し、3人の場合には違法となる。性的同意年齢については、異性間および女性同性間は16歳としているが、男性同性間は18歳としている。

### ハンガリー
ハンガリーにおける同性愛は1962年に非犯罪化されたが、刑法199条にて合意の上であっても14歳から20歳の未成年者を相手に行為を行った場合は20歳以上の成人に限り有罪とされた。1978年にはこの年齢が18歳に下がり、次いで2002年にはハンガリー憲法裁判所が199条を撤回し、性的指向やジェンダーに関わらず、性的同意年齢を14歳と定めた。
1996年には「非登録の同棲制度に関する法 1995」がジェンダーや性的指向の制限なく全てのカップルに適用され、2009年7月1日より「登録パートナーシップに関する法 2009」が施行され同性カップルにパートナーシップ登録が可能となった。異性カップルには結婚制度があるので、彼らにとっては制度の重複状態になっている 。

### アイスランド
アイスランドでの同性愛は1940年から合法だが、性的同意年齢の統一は1992年となった。1996年にシビル・ユニオン制度がアルシングで可決された。この制度開始後に、養子縁組やレズビアンの人工授精の解禁（2007年6月27日）など追加の制度変更が続いた。同性結婚は2010年より合法化された。

### インド
インドはイギリス領インド帝国の時代から刑法に反ソドミーの法律を引き継いでいるが、それ以前の慣習法集などには類する法律が存在していなかった。インド刑法（en）の第377条は、インド憲法（en）が認めている「生存権、自由権、平等権」の基本権利の侵害が指摘され 、2009年7月2日にデリーの高等裁判所はジェンダーの区別なく成人間の合意に基づく私的な性行為に限り同法を適用できないとする判断を下した。第377条は「相手が男女および動物の区別なく、自然の摂理に反する性行為」を違法とし、最も重い刑罰に終身刑を定めている。同性に対する強姦犯が逮捕された際はニュースとして取り上げられるが、成人間の合意に基づく場合ではこの法が実際に適用されるのは極めて稀である。ゲイと疑われるまたは実際にそうである人物に対する警察の弾圧は一般的で、メディアではしばしば強調して取り上げられる。同性結婚は法律にて禁止されている。

### イスラエル
イスラエルはイギリス委任統治領パレスチナ時代のソドミー（buggery）法を引き継いでいるが、成人間の合意に基づく私的な同性間行為に適用した記録がない。1960年代の後半にイスラエル最高裁判所が同法を適用しない方針を打ち出し、1988年に同国議会のクネセトが正式に廃止を行った。性的同意年齢は異性間・同性間ともに16歳と定めている。

### イタリア
イタリアにおける同性間の性行為について、異性間の肛門性交と同様に性的同意年齢以上であれば犯罪とされていない。

### 日本
明治時代の1872年（明治5年）に発令された「鶏姦律条例」および1873年（明治6年）に発令された「改定律例」にて男性同士の肛門性交が違法とされた。その後1880年（明治13年）に発令された刑法ではこのような規定がなくなった。以降同性愛を犯罪化する法律は制定されていない。

### 北朝鮮
同性愛に関する法規制が存在せず、政府による一定の理解も存在するとされるが、西洋的ゲイ文化は認めていない。

### 韓国
軍の刑法にて同性間の性的接触がセクシャルハラスメントとみなされている(韓国軍刑法第92条の6)。

### マレーシア
刑法377条にて、異性間および同性間の肛門性交を禁じており、違反者には最長20年の収監および/または罰金および鞭打ち刑を規定している

### ニュージーランド
1854年にイギリスからソドミー法が継承された。『The Offences Against The Person Act 1867』(対人犯罪法)の制定により、肛門性交に対する罰則が死刑から終身刑へと変更された。1961年の刑法の改正により、男性成人間の合意に基づく行為に対する罰則は最大7年間の収監に減刑された。1986年の同性愛法改正の可決により、同性間の性行為は非犯罪化された。同国内の性的同意年齢は異性間・同性間ともに16歳と規定された。
2007年9月4日より、ニュージーランドの自治領および自由連合3カ所のうち2カ所 (ニウエおよびトケラウ) にて修正法案『Niue Amendment Act 2007』 が成立し、同性間における性的同意年齢が統一化された。クック諸島では規定にソドミー法が明記されている。

### ポーランド
ポーランドは同性愛が違法とされたことのない世界的にも稀な国であるが、ポーランド分割から40年後の1795年にポーランド領を分割統治していた当時のロシア帝国、プロイセン王国、オーストリア帝国の3カ国によってソドミー法が施行されていた。この法は3カ国が1932年に破棄したが、既に1918年にポーランドは国家再生しており、実際としては影響はなかった。

### ロシア
1934年3月4日に国家法にて男性間の性行為が違法とされた。女性間については同法の言及はなかった。1993年5月27日に、合意に基づく男性間の性行為は非犯罪化された。

### シンガポール
シンガポール刑法（en）の第377A条（en）にて品位を乱す行為（outrage of decency）の禁止、金銭の授受、教唆、男性間の品位にかける淫らな行為（gross indecency）に対して最長2年の収監の罰則を規定している。
同地で用いられていたヒンドゥー法典（en）では同性間の性行為を違法化していなかったが、英国植民地統治時代の1858年に第377条が追加された経緯がある。その後2007年10月に、第377条は第377A条に変更を行ったが、男性間の性行為に最長2年の収監罰則規定は維持された。

### スウェーデン
スウェーデンでは1944年に同性愛が合法となった。性的同意年齢は15歳とされ、1972年より異性間・同性間の年齢差はない。
スウェーデンの犯罪法（SFS 1962:700）の第6章（性犯罪）は性的指向による区別がない。性行為に限定した法記述は公然わいせつ法（SUS 1762:779）の第17章に存在する。

### タイ
1956年に非犯罪化された。

### イギリス
ソドミーはイングランドおよびウェールズでは歴史的に「buggery」として知られ、通例では男性間または男女の肛門性交にのことを指すと解釈されている。
イングランドとウェールズでは、 buggeryはヘンリー8世 (イングランド王)治世の時代の1533年にBuggery法（en）によって重大犯罪と規定された。
同法による有罪宣告者には1861年まで死刑が科されていた。軽微な未遂については2年間の収監、時にはさらし台とされた。1885年、英国議会はラブシェール修正条項（en）を成立させ、「品位にかける淫らな行為」（gross indecency、男性間の全ての性行為を対象とすると解釈される）を禁じる条項を刑法に追加した。『ウォルフェンデン委員会のレポート』（en）によると、他に人が居ない状態での成人男性間の性交渉について1967年のイングランドおよびウェールズでは合法とされ、スコットランドでは1980年に、北アイルランドでは1982年にそれぞれ合法となった。イギリス王室属領のガーンジーは1983年に、ジャージーは1990年に、マン島は1992年に同様となった。
1980年代から1990年代にかけて、LGBTの人権保護団体によって性的同意年齢の異性間(16歳)と同性間(21歳)の格差解消運動が展開された。また前述の「他に人が居ない状態」の節の変更も行われた。 まず1994年にイギリス保守党下院議員のEdwina Currieは同性間の性的同意年齢を16歳に引き下げるために刑事裁判法と公共秩序法の修正案を提出した。この修正案は否決されたが、 譲歩修正として性的同意年齢を18歳とする修正案が承認された。格差は残ったものの、その幅は小さくなった。次いで1997年7月1日のサザーランド対イギリス（en）の裁判にて現行法が人権と基本的自由の保護のための条約のプライバシーの保護(8条)と差別の禁止(14条)を侵害しているという申し立てが認められ、『Sexual Offences Act 2000』（en）の法改正の際に同性間の性的同意年齢の16歳への引き下げと、「他に人が居ない状態」という節が「未成年の居ない状態」へ変更された。
現在、イングランド・スコットランド・ウェールズは性的同意年齢が16歳に統一されている。 2008年北アイルランド性犯罪者法（Sexual Offences NI Order 2008）の成立により、2009年2月2日より北アイルランドも年齢16歳に合わせたが、後に17歳に引き上げている。イギリス王室属領の性的同意年齢の16歳統一化は、マン島で2006年、ジャージーで2007年、ガーンジーで2010年に実施された。

### アメリカ合衆国
アメリカ合衆国におけるソドミー法では、歴史上、ソドミーの訴追のほとんどは異性間のソドミーに対するもので、私的な合意に基づくソドミーはほとんど起訴されなかった。
近代ではアメリカ軍法の範囲を除くと連邦政府の司法管轄レベルから各州における対応差のレベルに移行している。裁判判決によって2002年時点で36州が全てのソドミー法を撤廃している。残る州のソドミー法については2003年のローレンス対テキサス州裁判にて合衆国最高裁が無効の判決を下している。これに伴い、民間におけるソドミー法の有罪例は1998年が最後のものとなった。
対して、軍ではいまだソドミー法が有効である。アメリカ軍は、「市民社会と異なる固有の社会の必要性がある」として、統一軍事裁判法の第125条でソドミーを禁じており、ローレンス判断の適用範囲外としている。陸軍控訴裁判所はローレンス対テキサス州裁判の結果を受けて第125条を追加している。合衆国対スタイアウォルおよび合衆国対マーカムの両裁判にて「合衆国最高裁の判定は自由の名の下における自然に反する行為」と判断し、加えて第125条は「陸軍固有の要因」による「ローレンス判断の自由の保護範囲外」を守る役目があるとした 。ここでの要因の例は、親交、公衆における性行動や、命令や規律の適用を妨げるその他の要因などを指す。合衆国対メモと合衆国対ブロックの両事件は、陸軍裁判所がローレンス判決を覆して合意の上でのソドミー行為を有罪としている。

### ジンバブエ
植民地時代には同性間の性交渉に関する規定のなかったジンバブエでは、ロバート・ムガベ大統領が強力な反同性愛キャンペーンを展開している。ムガベの公的な場での同性愛批判の始まりは1995年8月のジンバブエ国際ブックフェアとされている。同フェアにてムガベは同性愛について観衆へ向けて以下の様に述べた。

"...人間としての尊厳を傷つけている。自然に反していて、犬や豚よりも卑しい人々を見過ごすことに疑問を持たないのだろうか。犬や豚がしないとしたら、人間がするだろうか？我々には固有の文化があるのだから、人を人たらしめる伝統的価値観に立ち返ろう...。私たちが承認をそそのかされているのは動物以下の振舞いであり、ここでは許されるものではない。レズビアンやゲイを見つけたら、捕まえて警察に引き渡そう！"
1995年9月に、ジンバブエ議会は同性愛行為を取り締まる法律を制定した。
1997年に裁判所は初代ジンバブエ大統領であり前任者のカナーン・バナナを11件のソドミー行為と強制わいせつで有罪の判決を下した。公判ではムガベがバナナの指向を知っていたが止めることはしていなかったとの証言が出るなど、ムガベに不利な事実も明らかになった。しかしながら、バナナはジンバブエから逃亡したが結局1999年に戻り、同性愛行為の罪で1年間収監され、また彼の司祭職も剥奪された。

### イラン
現在のイラン・イスラム共和国刑法にソドミーに関する条文があり、同性愛者に死刑を科している。

### サウジアラビア
サウジアラビアではイスラム法（シャリーア)に基づき同性愛（リワート）を違法行為としているが、サウジアラビアの刑法は成文化されていない点が多く1928年に交付された裁判の目安となる文書を基にしているぐらいで原則としてシャリーアに基づき裁判官（カーディー）が個別に判断するシステムで運用されている。
イスラム復古主義を採用しているサウジアラビアでは前近代イスラーム社会に広く存在していた同性愛への寛容思想が強く、現代でも同性愛に寛容であり、刑罰は鞭打ち刑100回、罰金、懲役で通常は死刑を科すようなことは無いが、容疑者が外国人や異教徒である場合は死刑になることもある。
異性装の禁止は厳格で男性が女装したり女性が男装することは禁止されており違反者には鞭打ち80回が科される。

## 関連書物
- Graham Willett, Living out Loud: A History of Gay and Lesbian Activism in Australia, 2000.  ISBN 1-86448-949-9.
- Peter McWilliams, Ain't Nobody's Business If You Do, 1998.  ISBN 0-931580-58-7.
- International Human Rights Law and the Criminalization of Same-Sex Sexual Conduct, International Commission of Jurists, 2010
- Steve Hail, "My Secret Service - A gay man in the REME"